# カーフィル
カーフィル（英語: Kafir, アラビア語: كافر）は、イスラム教信奉者（ムスリム）が非ムスリム、若しくはムスリムでも自らと意見の異なるものを罵倒する際に用いられる言葉。『不信心者』という訳が一般的である。語源は語根のكفر （覆う、隠す→不信心）である。
それから派生して、南部アフリカで白人が黒人を蔑視する際に用いる（en:Kaffir (racial term)）。南部アフリカ原産の植物の品種をあらわすこともある（en:Kaffir lily、さらに派生してカフィア・ライム（アフリカ原産ではない）など）。